# Britanske podmornice klase C
Klasa C je oznaka za 38 podmornica izgrađenih u razdoblju od 1905. do 1910. To su bile posljednje benzinske podmornice u britanskoj kraljevskoj mornarici, a korištene su i tijekom Prvog svjetskog rata.

## Razvoj
Odlika im je bila povećani deplasmanom u odnosu na klase A i B koje su joj prethodile, ali one nisu bile opremljene unutarnjim sigurnosnim vodonepropusnim pregradama niti su se njihovi konstruktori mogli pohvaliti da su posadama znatnije olakšali uvjete života i rada na njima. Dvije najvažnije tehničke činjenice vezane za klasu C mogu se svesti na sljedeće: bila je to posljednja britanska podmornička klasa koja je bila opremljena benzinskim motorima i bila je to prva klasa koja je serijski bila opremljena pramčanim hidroplanima (primijenjeni na drugoj grupi serijski proizvedenih podmornica).

Uvođenje klase C prouzročilo je svojevrsni pad Vickersovog monopola koji je brodogradilište u Barrow-in-Furnesu do tada imalo u proizvodnji podmornica. Odlukom britanske vlade i Admiraliteta ugovor za izgradnju ove klase podijeljen je između Vickersa i brodogradilišta Naval Dockyards u Chatamu.
Podmornice klase C građene su u dvije serije. Prva serija od ukupno 18 podmornica (C1 - C18) građene su od 1905. do 1909. Vickersovo brodogradilište u Barrow-in-Furnesu dobilo je najveći dio tog posla - izgradnju 16 podmornica (C1 - C16). Izgradnju preostale dvije podmornice C17 i C18 dobilo je brodogradilište u Chatamu. Izgrađene su u razdoblju od 1907. do 1909. godine. Druga serija podmornica klase C građena je od 1908. do 1910. Izgrađeno je ukupno 20 podmornica, od C19 - C38. Podmornice od oznake C21 - C32 te C35 i C38 gradilo je brodogradilište u Barrow-in-Furnesu. Ostale četiri podmornice C19, C20, C33 i C34 izgrađene su u Chatamu. Osnovna vanjska razlika koja se mogla odmah uočiti bio je gabaritno veći kontrolni toranj kod podmornica iz druge serije. Između prve i druge serije, podmornica klase C bilo je tek nekoliko manjih konstrukcijskih razlika koje nisu odveć utjecale na maritimne odlike. Slično kao i kod podmornica klase B i kod klase C je težina električne baterije iznosila više od 21% podvodnog deplasmana. Zbog tek nešto većih vanjskih dimenzija i nekoliko tona većeg deplasmana druga serija podmornica imala je za 0,3% veći rezervni uzgon od prve serije. Naravno, podmornice su slijedno datumima svog porinuća i predajom na službu ratnoj mornarici dobivale sve bolju i kvalitetniju opremu, onako kako je ona nastajala i postajala dostupna. Novougrađena oprema i zahtijevana promjene na osnovnom projektu utjecale su na poskupljenje jedinične cijene podmornica klase C. Početna cijena prve ugovorene isporuke tijekom 1905./06. godine (C1-C11) iznosila je 47 000 funti po komadu. Tijekom 1907./08. (C19-C30) godine cijena se popela na 48 700 funti da bi posljednja isporuka (C33-C38) od 1908./09. godine dostigla jedinačnu cijenu od 50 350 funti.

## Povijest korištenja
Podmornice klase C sudjelovale su u Prvom svjetskom ratu. Najveći dio ovih podmornica bio je korišten za obranu pomorskih baza i sidrišta, ali i za ophodnje La Mancheom i Sjevernim morem. Četiri podmornice iz ove klase (C26, C27, C32 i C35) poslane su morskim putem u ruski Murmansk kao pomoć carskoj Rusiji u borbi protiv kajzerove mornarice u Baltiku. U Murmansku su podmornice rastavljene i natovarene na teretni vlak i riječne barže kojima su prebačene u rusku pomorsku bazu Lapvik. Svojom prisutnošću u baltičkim vodama ometale su njemački pomorski promet i logističku potporu njemačkim kopnenim snagama. Podmornica C24 je uspjela potopiti njemačku podmornicu U 40. Sve četiri podmornice koje su djelovale u Baltiku izgubljene su.
 Nakon Oktobarske revolucije u Rusiji, boljševičke vlasti su potpisale mirovni sporazum s Njemačkom. Da bi izbjegle zarobljavanje svojih podmornica, britanske posade su u noći s 3. na 4. travnja 1918. uništile i potopile tri podmornice u pomorskoj bazi Helsingfors: C26, C27 i C35. Podmornica C32 je još 24. listopada 1917. naletjela na minu i potonula.
 Od ukupno 38 podmornica ove klase tijekom njihove predratne i ratne službe izgubljeno je čak 13 podmornica. Tri podmornice C36, C37 i C38 sudjelovale su 1911. u 72-dnevnom putu na Daleki istok gdje su bile stacionirane u bazi u Hong Kongu. U tamošnjem rezalištu su i završile svoju karijeru u srpnju 1919. godine. Sve ostale podmornice klase C bile su stacionirane i djelovale su iz pomorskih baza na istočnim britanskim obalama. Podmornice klase C, koje su preživjele rat, otpisane su iz flotne liste tijekom 1919./1920. godine.